# 比安卡·库克
比安卡·库克（英語：Bianca Cook，1991年9月29日—），旧姓沃克登（Walkden），生于默西赛德郡利物浦，是一名英国女子跆拳道运动员，主攻重量级。她在11岁时开始练习跆拳道，15岁时开始参加青少年级别比赛。2022年与同为跆拳道选手的亚伦·库克结婚。
2019年5月，沃克登参加在曼彻斯特进行的世界跆拳道锦标赛，在女子73公斤以上级决赛中，她屡次利用争议动作迫使对手郑姝音出界，最终郑姝音因被判犯规次数过多而被裁判直接判负，沃克登则获得世锦赛三连冠。尽管身处主场，她仍因争议动作遭现场观众狂嘘，赛后她称自己只是利用规则取得胜利，这样做并没有错。